# Protodriloides symbioticus
Protodriloides symbioticus är en ringmaskart som först beskrevs av Giard 1904. Enligt Catalogue of Life ingår Protodriloides symbioticus i släktet Protodriloides och familjen Protodriloididae, men enligt Dyntaxa är tillhörigheten istället släktet Protodriloides och familjen Protodriloidae. Arten har ej påträffats i Sverige. Inga underarter finns listade i Catalogue of Life.